# Honor (Marke)
Honor (Eigenschreibweise: HONOR) ist eine chinesische Marke für Smartphones und ähnliche Geräte wie Tablet-Computer, Notebooks, Smart Homes und Wearables.
Im November 2020 verkaufte Huawei die Marke an ein Konsortium chinesischer Unternehmen, deren Hauptträger staatlich kontrolliert werden.
Seit 2016 ist George Zhao der globale Präsident von Honor und Eva Wimmers ist Präsidentin für Europa und globale Vizepräsidentin.

## Geschäftsmodell
Honor verkauft seine Produkte hauptsächlich online über seine eigenen Websites sowie über externe Online-Händler. Einige Honor-Produkte sind in ausgewählten Ländern in Geschäften erhältlich. Analysten schätzten, dass im Jahr 2022 mehr als 95 % der gesamten Einnahmen Honors aus dem Asien-Pazifik Raum stammten. Mit einem Marktanteil von 19 % wurde Honor im selben Jahr erstmalig zum größten Smartphoneanbieter auf dem chinesischen Markt.

## Geschichte

Logo von 2013 bis 2018

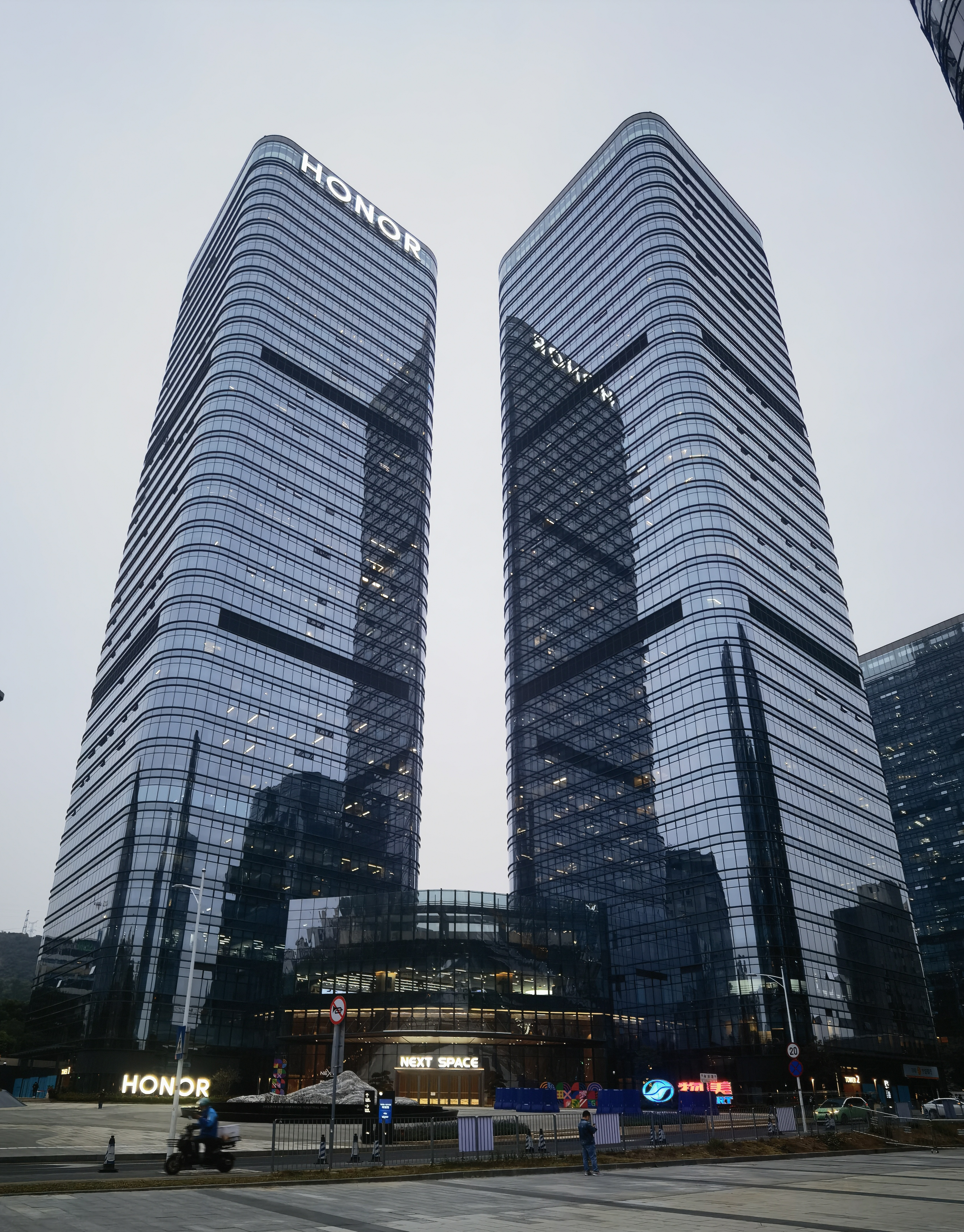
Hauptsitz von Honor in Shenzhen

Honor wurde im Jahr 2013 als Tochterunternehmen von Huawei mit dem Ziel gegründet, preiswertere Produkte anzubieten und eine jüngere Zielgruppe anzusprechen. Mit der ersten Smartphone-Linie ermöglichte Honor es Huawei, mit Online-Smartphone-Marken der Mittelklasse in China und weltweit zu konkurrieren.
Honor begann seine internationale Expansion 2014 mit der Einführung des Honor 3C in Malaysia, gefolgt von der Einführung des Honor 6 in Europa im Oktober. Bis Juni 2015 war die Marke in 74 Ländern vertreten, unter anderem in Europa, Indien und Japan.
Am 15. Mai 2019 trat ein Bann der US-Regierung gegen Huawei und somit auch das Tochterunternehmen Honor in Kraft. Dieser verhinderte insbesondere die Verfügbarkeit von schnellen Sicherheitsupdates sowie Apps wie dem Play Store, Google Maps und Gmail auf den Smartphones von Honor.
Um eine Unabhängigkeit von Huawei herzustellen und somit den Fortbestand Honors zu sichern wurden die Marke und die zugehörigen Geschäftsbereiche an Shenzhen Zhixin New Information Technology verkauft, ein neu gegründetes Konsortium aus 30 chinesischen Unternehmen, die teilweise regierungsnah arbeiten. Gründer und Hauptträger des Konsortiums ist die Shenzhen Smart City Technology Development Group Co., ein durch Shenzhen staatlich kontrolliertes Unternehmen. Am 17. November 2020 gab Huawei per Mitteilung bekannt, Honor vollständig verkauft zu haben.
Am 21. Januar 2021 brachte Honor sein erstes Nicht-Huawei-Telefon, das V40, auf den Markt. Mit dem Honor 50 kam am 12. Dezember 2021 seit langem wieder ein Honor-Smartphone mit Google-Play-Services-Unterstützung auf den Markt.

## Produkte
Das Unternehmen bietet Smartphones und Tablets mit Android und der Benutzeroberfläche EMUI und MagicOS (bis zur 6. Version Magic UI), Windows-Notebooks, Wearables, Earbuds, TVs, und Smart-Home-Geräte an.

### Smartphones

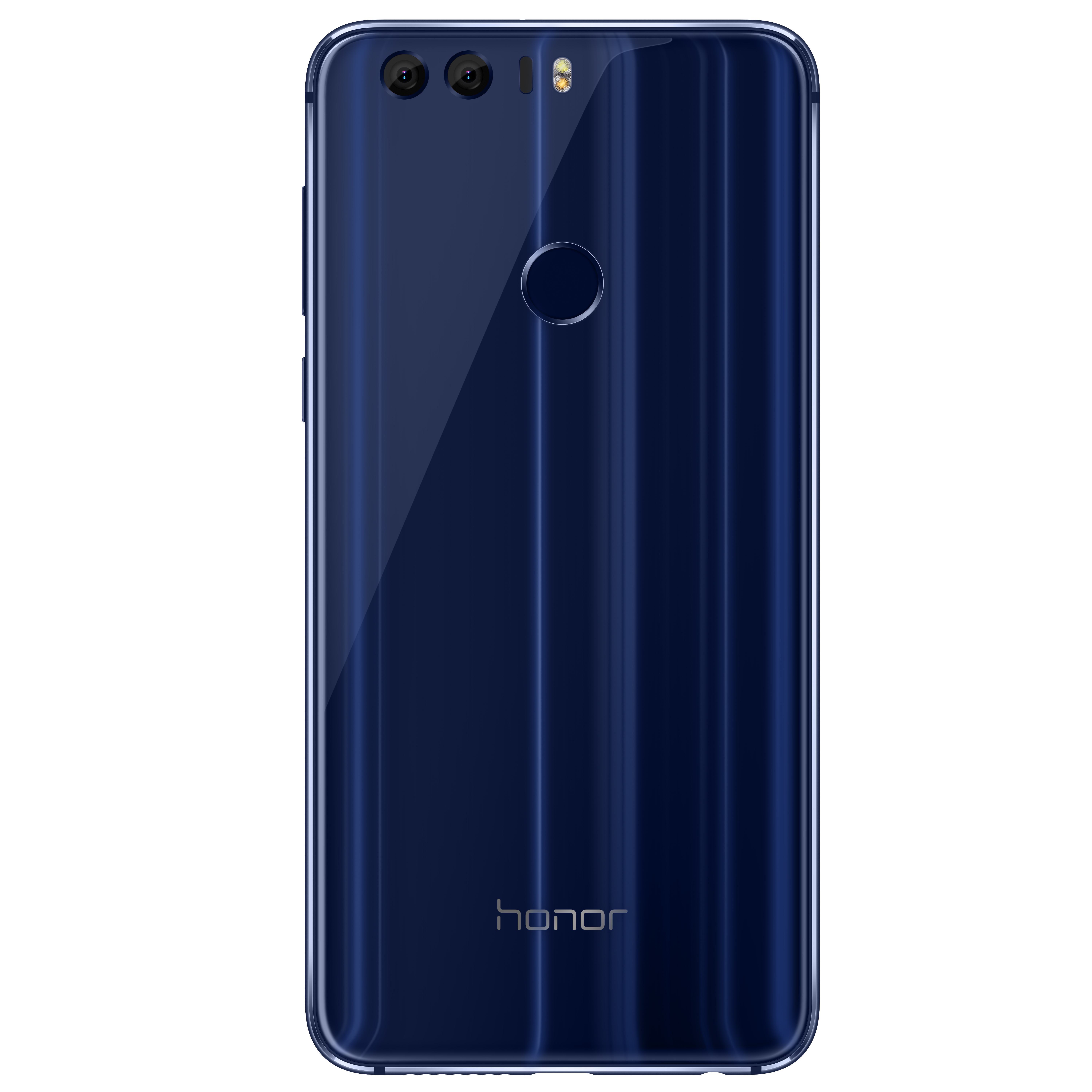
Honor 8 aus dem Jahr 2016

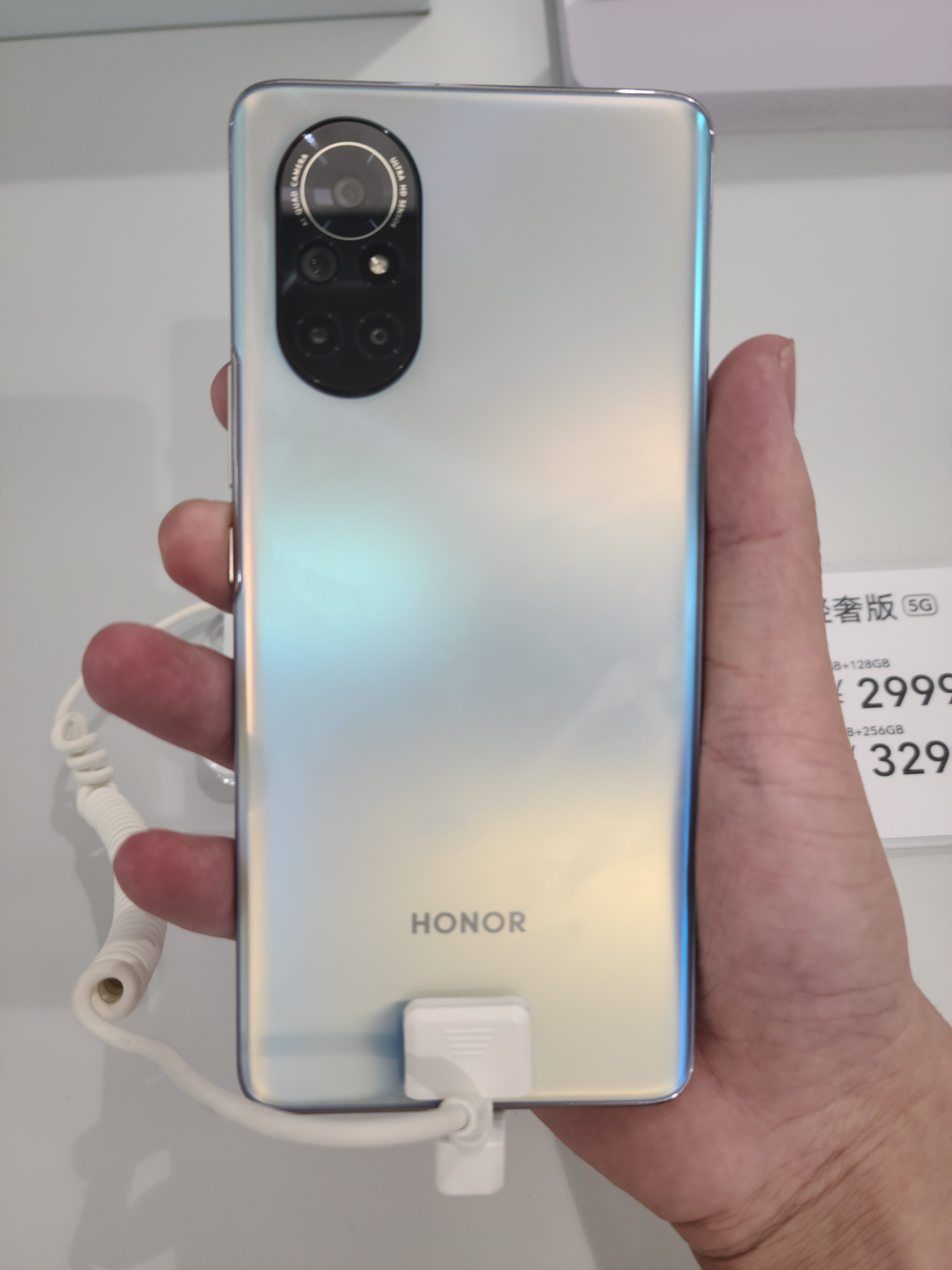
Honor V40 aus dem Jahr 2021

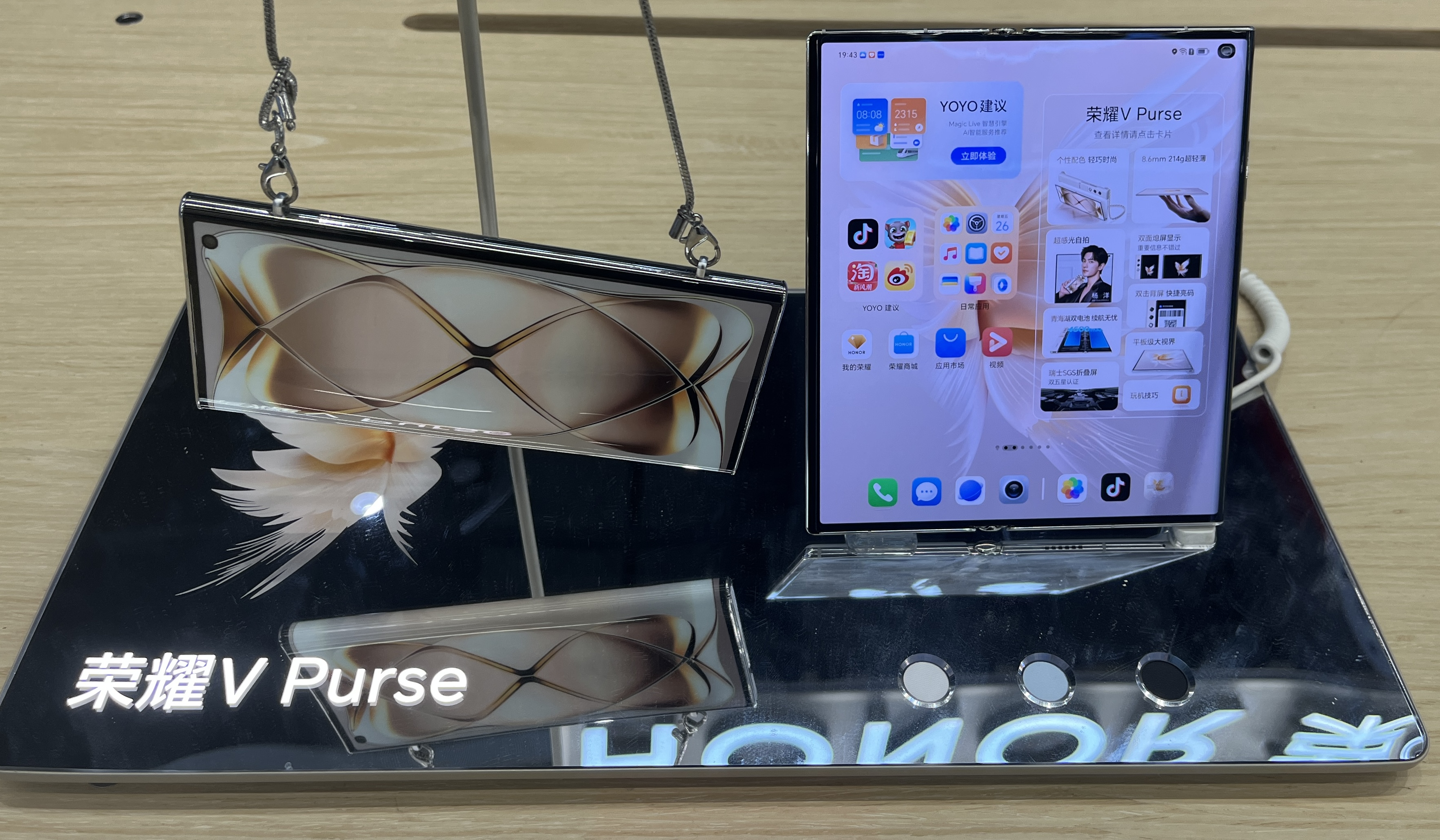
Foldables von Honor

Honor verkauft im Jahr 2025 Smartphones in drei Produktlinien, die Magic-Serie, die N-Serie und die X-Serie im Produktportfolio. 
Die Magic-Serie ist die Flaggschiffreihe von Honor. Hier verbaut der Smartphonehersteller etwa seine besten Kameras, Displays und Prozessoren. Die Namensgebung ist hier seit dem Honor Magic seit dem Honor Magic 3 aus dem Jahr 2021 aufsteigend. In Europa werden Smartphones aus dieser Reihe meist als Pro- und Lite-Variante angeboten. Unter dem Label Magic V vertreibt Honor seit 2023 auch seine Foldables in Europa.
In der N-Serie bietet Honor Smartphones der Oberen Mittelklasse an. Diese sind zumeist in Bereichen etwas schwächer ausgestattet als die Smartphones der Magic-Serie. Über Jahre erfolgte hier die Namensgebung in Zehnerschritten, auf das Honor 90 folgte im Jahr 2024 das Honor 200, das N der N-Serie wird im Namen der Smartphones weggelassen.  Dazu werden auch Lite-, Smart- und Pro-Geschwistermodelle veröffentlicht.
Honors Mittelklasse-Reihe ist dann die X-Serie, eine preisgünstige Serie mit großen Bildschirmen und langlebigen Akkus.
In der Vergangenheit bestand unter dem Namen Honor View in Europa eine weitere Smartphonereihe, die in China als Honor-V-Serie bekannt ist.  Während in China also das Honor V30 auf den Markt kam, war es anderswo das Honor View 30. Diese Serie wird normalerweise verwendet, um Funktionen zu testen, die schließlich ihren Weg in die Flaggschiff-Linie finden.
Neben den genannten (Haupt-)Linien von Honor gab es auch weniger weit verbreitete Serien zu durchschnittlich niedrigeren Preisen, wie zum Beispiel die S-, A-, I- und C-Serien, hinter denen ebenfalls die jeweilige Nummer der Generation angeführt wird.

### Tablets
Honor hat auch Tablets in seinem Produktportfolio, wie auch die Smartphones werden diese in den drei Produktlinien der Magic-, N- und X-Serie angeboten.

### Notebooks
Im April 2018 kam mit dem MagicBook das erste Notebook der Marke heraus. Die Reihe wurde als einzige Notebookserie Honors regelmäßig fortgesetzt.

### Wearables
Seit 2016 bietet Honor Fitnesstracker und seit 2018 Smartwatches an. Diese Produkte werden unter den Bezeichnungen Honor Watch (Smartwatches) und Honor Band (Fitnesstracker) vertrieben.

### Audio
Seit 2019 hat Honor unter verschiedenen Modellreihen kabellose Earbuds herausgebracht.

### TVs
Im Jahr 2019 brachte Honor die zwei ersten Fernseher auf den Markt, den Vision und Vision Pro. Jedoch erhielten diese TVs nie einen Nachfolger und wurden schlussendlich wieder eingestellt.